# „Аркадаг“ ФК
„Аркадаг“ ФК (на туркменски: «Arkadag» futbol kluby) е туркменски футболен клуб от едноименния град. Основан на 1 април 2023 г. и веднага става шампион на Туркменистан за 2023 година.

## История
„Аркадаг“ ФК е създаден в едноименния град Аркадаг, един напълно нов град, построен изцяло за 5 години от лидера на Туркменистан Гурбангули Бердимухамедов. Името на отбора и града не са случайни. „Аркадаг“ е официалната титла на Гурбангули означаващо „защитник“ или „пазител“. Лидерът е дизайнер на логото и екипировката на отбора. В редиците му играят голяма част от националите на страната. Привлечено е почти всичко най-добро от другите отбори.

## Успехи
- Йокари лига:
  -  Шампион (2): 2023, 2024